# Conclave del 2025
Il conclave del 2025 venne convocato a seguito della morte di papa Francesco, avvenuta il 21 aprile dello stesso anno. Si svolse nella Cappella Sistina dal 7 all'8 maggio e, dopo quattro scrutini, venne eletto papa il cardinale statunitense Robert Francis Prevost, prefetto del Dicastero per i vescovi, che assunse il nome di Leone XIV. L'elezione venne annunciata dal cardinale protodiacono Dominique Mamberti.
L'elezione, strutturata nella forma stabilita dalla costituzione apostolica Ubi Periculum di papa Gregorio X, è avvenuta secondo le disposizioni contenute nella costituzione apostolica Universi Dominici Gregis, promulgata da papa Giovanni Paolo II nel 1996 e modificata nel 2007 e nel 2013 da papa Benedetto XVI con i motu proprio De Aliquibus Mutationibus in normis de electione Romani Pontificis e Normas Nonnullas.
L'intero procedimento ebbe luogo durante un anno giubilare, concomitanza di eventi che non si verificava da 325 anni, ossia dal conclave del 1700.

## Eventi pre-conclave

### Congregazioni generali
Le congregazioni generali dei cardinali furono convocate nei giorni successivi alla sede vacante per preparare il conclave: esse costituiscono momenti di confronto, discernimento e riflessione sulla situazione globale della Chiesa, con l'obiettivo di orientare le scelte future.
Il diritto canonico prevede che le congregazioni generali, ovvero le riunioni quotidiane di tutti i cardinali indipendentemente dal loro status di elettori, abbiano inizio prima dell'arrivo a Roma di tutti i cardinali. Le riunioni iniziali sono incentrate sull'organizzazione logistica dei funerali del romano pontefice e del conclave, inclusi i preparativi materiali presso la Domus Sanctae Marthae e la Cappella Sistina. Le congregazioni successive, di solito dopo la settima, passano alla discussione sulle esigenze della Chiesa e del mondo e sulle questioni più importanti che la Curia romana deve affrontare. Queste ultime congregazioni generali sono dirette dalle riflessioni di due ecclesiastici "illustri e moralmente autorevoli" scelti dai cardinali. Ai cardinali viene anche data la possibilità di esprimere osservazioni formali sulle questioni inerenti alla vita della Chiesa. Queste assemblee consentono ai cardinali di conoscersi, poiché molti di loro non si sono mai incontrati prima; questo in modo particolare dopo il papato di Francesco, che ha nominato cardinali provenienti da numerosi paesi, alcuni dei quali in passato non ne avevano mai espressi, e che ha scelto di non tenere riunioni dei cardinali prima dei concistori papali.
Il 21 aprile la canonizzazione di Carlo Acutis, in programma per il 27 aprile a Roma, è stata sospesa e rinviata al successivo pontificato; il giorno successivo sono state sospese anche le beatificazioni in programma fino all'elezione del nuovo papa.
Durante la prima congregazione generale, tenutasi martedì 22 aprile, i circa sessanta cardinali presenti ascoltarono la lettura della volontà di papa Francesco da parte del cardinale camerlengo Kevin Joseph Farrell. I cardinali confermarono la data dei funerali pontifici e ne discussero gli aspetti logistici. Nonostante le congregazioni generali siano chiuse ai non cardinali, a suor Simona Brambilla, la prima donna a capo di un dicastero curiale, fu accidentalmente inviata una e-mail standard che la invitava a partecipare.
La seconda congregazione generale si riunì mercoledì 23 aprile, alla presenza di 103 cardinali. Fu approvato il programma per i novendiale, vale a dire i nove giorni di lutto per il papa defunto. Il cardinale Norberto Rivera Carrera dichiarò che le discussioni sono state per lo più di natura procedurale, poiché molti cardinali provenienti da tutto il mondo erano ancora in viaggio.
Giovedì 24 aprile si riunì la terza congregazione generale, composta da 113 cardinali. Furono nominati i due predicatori del conclave, Donato Ogliari e Raniero Cantalamessa, e i cardinali avviarono un dialogo sulla Chiesa e sul mondo.
Venerdì 25 aprile, la quarta congregazione generale, alla presenza di 149 cardinali, trattò la presentazione del rito funebre per papa Francesco e lo status del cardinale Giovanni Angelo Becciu come elettore.
Lunedì 28 aprile, durante la quinta congregazione generale, alla presenza di 180 cardinali, fu deciso che il conclave sarebbe iniziato il 7 maggio.
La sesta congregazione generale, alla presenza di 183 cardinali, di cui 120 elettori, si riunì martedì 29 aprile. Oltre al prosieguo del dialogo sulla Chiesa e sul mondo, furono decisi ulteriori dettagli sullo svolgimento del conclave: la Missa pro eligendo Romano Pontifice si svolse alle ore 10 del 7 maggio nella basilica di San Pietro, e fu presieduta dal cardinale Giovanni Battista Re, decano del collegio cardinalizio. Successivamente i cardinali elettori si spostarono nella cappella Paolina, da dove, alle 16:30, entrarono in processione nella Cappella Sistina per iniziare le operazioni di giuramento e voto. Fu anche comunicato che due cardinali elettori (senza specificarne il nome) non sarebbero stati presenti per motivi di salute: ciò portò gli elettori a 133, e di conseguenza il quorum scese a 89.
Nella giornata del 30 aprile e dal 2 al 6 maggio, si svolsero ulteriori congregazioni generali, per un totale finale di 12. I cardinali proseguirono le discussioni sulle sfide attuali della Chiesa e sulle caratteristiche desiderate nel nuovo pontefice. Numerosi interventi sottolinearono l’eredità del pontificato di papa Francesco, con particolare attenzione all’evangelizzazione, alla sinodalità, alla collegialità e alla necessità di una Chiesa missionaria e vicina alle periferie. Si è riflettuto sul ruolo della Chiesa nel mondo contemporaneo, con l’invito a non chiudersi su se stessa, ma a farsi ponte e guida, capace di parlare a una società segnata da crisi, conflitti e sfide globali. Un tema ricorrente fu quello della comunione, vista come vocazione centrale della Chiesa, soprattutto in un tempo segnato da polarizzazioni e divisioni interne. Sono emerse anche forti richieste di continuare le riforme avviate da papa Francesco, in particolare quelle legate alla lotta agli abusi, alla trasparenza economica e alla riorganizzazione della Curia. Non sono mancati riferimenti alla liturgia, al diritto canonico, al ruolo delle Chiese locali, al dialogo ecumenico e alla responsabilità educativa della comunità ecclesiale. Si è delineato il profilo desiderato per il futuro papa: un pastore vicino al popolo, capace di misericordia, di visione profetica, di guidare la Chiesa con umanità e fermezza, promuovendo pace, giustizia e cura del creato. Cardinali provenienti da zone di guerra o persecuzioni hanno portato testimonianze dirette di fede e sofferenza.
Nell’ultima sessione, fu annullato l’anello del pescatore di papa Francesco e lanciato un appello per un cessate il fuoco nei conflitti in corso.

### Ulteriori preparativi
Il 22 aprile, all'indomani della morte di papa Francesco, ai collaboratori del papa fu chiesto di lasciare al più presto le loro stanze nella Domus Sanctae Marthae, così da consentire l'inizio dei preparativi per il conclave in quell'edificio. Questi inclusero l'installazione di barriere alle finestre per impedire i contatti con l'esterno, la bonifica da ogni dispositivo atto a comunicare con l'esterno, nonché l'approntamento di spazi per l'amministrazione del sacramento della penitenza, per la preghiera privata e per i pasti.
Il 23 aprile, i Musei Vaticani annunciarono la chiusura della Cappella Sistina a partire da lunedì 28 aprile, per consentire i lavori di preparazione al conclave.
Il 2 maggio fu montato, dai vigili del fuoco dello Stato del Vaticano, il comignolo sul tetto della Cappella Sistina.
La ditta Gammarelli, sartoria per ecclesiastici attiva dal XVIII secolo, dichiarò che per questo conclave il Vaticano non aveva commissionato, come da tradizione, la preparazione dell’abito del nuovo pontefice in tre diverse taglie (piccola, media e grande), prevedendo che al nuovo papa fossero destinate le talari già preparate in precedenza.

## I cardinali elettori
Italia (17)
     Europa (eccetto Italia) (35)
     Africa (17)
     Asia e Oceania (27)
     America settentrionale e centrale (20)
     America meridionale (17)

Cardinali elettori presenti per provenienza:
Italia (17)
Europa (eccetto Italia) (35)
Africa (17)
Asia e Oceania (27)
America settentrionale e centrale (20)
America meridionale (17)

Quello del 2025 fu il conclave più numeroso della storia, nonché il più rappresentativo: sono stati ben 133 i cardinali elettori che hanno preso parte all'assise, provenienti da 70 paesi diversi.
Come stabilito dalla costituzione Romano Pontifici Eligendo del 1975, hanno diritto di voto in conclave i cardinali che hanno un'età minore o uguale a 80 anni all'inizio della sede vacante. Al 21 aprile 2025, data della morte di papa Francesco, i componenti del collegio cardinalizio sono stati complessivamente 252, di cui 136 elettori in quanto avevano meno di 80 anni. 108 di essi (l'80%) sono stati nominati da papa Francesco. In ottemperanza al motu proprio Cum gravissima di papa Giovanni XXIII, tutti i cardinali elettori sono formalmente insigniti di un titolo episcopale, con la sola eccezione di Timothy Radcliffe.
Nel 2020, uno dei cardinali elettori, Giovanni Angelo Becciu, a seguito di uno scandalo finanziario per il quale il 16 dicembre 2023 fu condannato dal Tribunale di prima istanza della Città del Vaticano, rinunciò all'incarico di prefetto della Congregazione delle cause dei santi e ai "diritti connessi al cardinalato", pur conservando il titolo cardinalizio. Riguardo alla rinuncia, lo stesso Becciu aveva sempre affermato che il suo diritto di voto in conclave rimaneva comunque in vigore, non avendo mai esplicitamente rinunciato per iscritto ad esso; nonostante ciò, già nel 2022 la Santa Sede lo inserì nell'elenco dei non elettori. Il 29 aprile, a otto giorni dall'apertura del conclave, Becciu onde evitare controversie giuridiche in seno al collegio cardinalizio e per il bene supremo della Chiesa - pur restando convinto della propria innocenza - comunicò la decisione di non entrare in conclave. Anche il cardinale John Njue fu escluso dal conclave.
Senza contare i cardinali Becciu e Njue, il numero totale di cardinali elettori fu pari a 134.
Si tratta del numero più alto mai toccato dal collegio cardinalizio e, con i cardinali provenienti da 70 diversi paesi, del conclave più globale della storia. L'età media dei cardinali elettori era di 72 anni.
Dalla promulgazione nel 1975 della Romano Pontifici Eligendo e della Universi Dominici Gregis, il numero massimo dei cardinali elettori era stato fissato a 120. Il conclave del 2025, pertanto, fu il primo conclave, dall'introduzione del limite di 120 cardinali, a superare detto limite, poiché alla data di vacanza del papato vi furono più di 120 cardinali elettori. Tuttavia, qualsiasi cardinale di età inferiore agli 80 anni che non abbia rinunciato al proprio diritto di voto (o che non sia stato privato di tale diritto) ha il diritto di votare in un conclave secondo il diritto canonico. Molti canonisti ritengono che il papa possa costituire un'eccezione alle regole da lui stesso promulgate qualora nomini un numero di elettori superiore a quello specificato nella Universi Dominici Gregis: in quest'ultimo caso, tutti i 136 cardinali sotto gli ottant'anni avrebbero avuto titolo a partecipare al conclave (o meglio 135, stante la sanzione contro il solo Angelo Becciu). Quest'ipotesi trova conferma il 30 aprile 2025, quando la congregazione generale dei cardinali dichiara che tutti i cardinali elettori presenti al conclave avrebbero potuto votare.
Si riporta di seguito l'elenco dei cardinali elettori suddiviso per Paese di provenienza:
- 19 elettori:  Italia[47]
- 10 elettori:  Stati Uniti;
- 7 elettori:  Brasile;
- 6 elettori:  Francia;[48]
- 5 elettori:  Spagna,[49]
- 4 elettori:  Argentina,  Canada,  India,  Polonia,  Portogallo;
- 3 elettori:  Filippine,  Germania,  Regno Unito;
- 2 elettori:  Belgio,[50]  Costa d'Avorio,  Giappone,  Messico,  Svizzera;
- 1 elettore:  Birmania,  Bosnia ed Erzegovina,  Burkina Faso,  Capo Verde,  Cile,  Cina,  Colombia,  Corea del Sud,  Croazia,  Cuba,  Ecuador,  Etiopia,  Ghana,  Guatemala,  Guinea,  Haiti,  Indonesia,  Iraq,  Lituania,  Lussemburgo,  Madagascar,  Malaysia,  Malta,  Nicaragua,  Nigeria,  Nuova Zelanda,  Paesi Bassi,  Pakistan,  Papua Nuova Guinea,  Paraguay,  Perù,  Rep. Centrafricana,  RD del Congo,  Ruanda,  Serbia,  Singapore,  Sudafrica,  Sudan del Sud,  Sri Lanka,  Svezia,  Ungheria,  Ucraina,[51]  Uruguay,  Tanzania,  Timor Est,  Thailandia,  Tonga.

### Cardinali presenti in conclave
| Nome                                       | Nascita    | Paese                | Titolo                                                                              | Ruolo | Concistoro |
| ------------------------------------------ | ---------- | -------------------- | ----------------------------------------------------------------------------------- | --- | ---------- |
| Mykola Byčok                               | 13/02/1980 | Ucraina              | Cardinale presbitero di Santa Sofia a Via Boccea                                    | Eparca dei Santi Pietro e Paolo di Melbourne degli ucraini                                                                                       | 07/12/2024 |
| Giorgio Marengo                            | 07/06/1974 | Italia               | Cardinale presbitero di San Giuda Taddeo Apostolo                                   | Prefetto apostolico di Ulan Bator | 27/08/2022 |
| Américo Manuel Alves Aguiar                | 12/12/1973 | Portogallo           | Cardinale presbitero di Sant'Antonio da Padova in Via Merulana                      | Vescovo di Setúbal | 30/09/2023 |
| George Jacob Koovakad                      | 11/08/1973 | India                | Cardinale diacono di Sant'Antonio di Padova a Circonvallazione Appia                | Prefetto del Dicastero per il dialogo interreligioso e organizzatore dei viaggi papali                                                           | 07/12/2024 |
| Rolandas Makrickas                         | 31/01/1972 | Lituania             | Cardinale diacono di Sant'Eustachio                                                 | Arciprete coadiutore della basilica di Santa Maria Maggiore                                                                                      | 07/12/2024 |
| Francis Leo                                | 30/06/1971 | Canada               | Cardinale presbitero di Santa Maria della Salute a Primavalle                       | Arcivescovo metropolita di Toronto | 07/12/2024 |
| Baldassare Reina                           | 26/11/1970 | Italia               | Cardinale presbitero di Santa Maria Assunta e San Giuseppe a Primavalle             | Vicario generale per la diocesi di Roma e arciprete della basilica di San Giovanni in Laterano                                                   | 07/12/2024 |
| François-Xavier Bustillo                   | 23/11/1968 | Francia              | Cardinale presbitero di Santa Maria Immacolata di Lourdes a Boccea                  | Vescovo di Ajaccio | 30/09/2023 |
| Virgílio do Carmo da Silva                 | 27/11/1967 | Timor Est            | Cardinale presbitero di Sant'Alberto Magno                                          | Arcivescovo metropolita di Dili | 27/08/2022 |
| Paulo Cezar Costa                          | 20/07/1967 | Brasile              | Cardinale presbitero dei Santi Bonifacio e Alessio                                  | Arcivescovo metropolita di Brasilia | 27/08/2022 |
| Dieudonné Nzapalainga                      | 14/03/1967 | Rep. Centrafricana   | Cardinale presbitero di Sant'Andrea della Valle                                     | Arcivescovo metropolita di Bangui | 19/11/2016 |
| Roberto Repole                             | 29/01/1967 | Italia               | Cardinale presbitero di Gesù Divin Maestro alla Pineta Sacchetti                    | Arcivescovo metropolita di Torino e Vescovo di Susa                                                                                              | 07/12/2024 |
| José Tolentino Calaça de Mendonça          | 15/12/1965 | Portogallo           | Cardinale diacono dei Santi Domenico e Sisto                                        | Prefetto del Dicastero per la cultura e l'educazione                                                                                             | 05/10/2019 |
| Mauro Gambetti                             | 27/10/1965 | Italia               | Cardinale diacono del Santissimo Nome di Maria al Foro Traiano                      | Vicario generale per la Città del Vaticano, arciprete della basilica di San Pietro in Vaticano e presidente della Fabbrica di San Pietro         | 28/11/2020 |
| José Cobo Cano                             | 20/09/1965 | Spagna               | Cardinale presbitero di Santa Maria in Monserrato degli Spagnoli                    | Arcivescovo metropolita di Madrid | 30/09/2023 |
| Pierbattista Pizzaballa                    | 21/04/1965 | Italia               | Cardinale presbitero di Sant'Onofrio                                                | Patriarca di Gerusalemme dei Latini | 30/09/2023 |
| Fabio Baggio                               | 15/01/1965 | Italia               | Cardinale diacono di San Filippo Neri in Eurosia                                    | Sottosegretario del Dicastero per il servizio dello sviluppo umano integrale                                                                     | 07/12/2024 |
| Augusto Paolo Lojudice                     | 01/07/1964 | Italia               | Cardinale presbitero di Santa Maria del Buon Consiglio                              | Arcivescovo metropolita di Siena-Colle di Val d'Elsa-Montalcino e Vescovo di Montepulciano-Chiusi-Pienza                                         | 28/11/2020 |
| Grzegorz Ryś                               | 09/02/1964 | Polonia              | Cardinale presbitero dei Santi Cirillo e Metodio                                    | Arcivescovo metropolita di Łódź | 30/09/2023 |
| Stephen Ameyu Martin Mulla                 | 10/01/1964 | Sudan del Sud        | Cardinale presbitero di Santa Gemma Galgani                                         | Arcivescovo metropolita di Giuba | 30/09/2023 |
| Konrad Krajewski                           | 24/11/1963 | Polonia              | Cardinale diacono di Santa Maria Immacolata all'Esquilino                           | Prefetto del Dicastero per il servizio della carità                                                                                              | 28/06/2018 |
| Dominique Joseph Mathieu                   | 13/06/1963 | Belgio               | Cardinale presbitero di Santa Giovanna Antida Thouret                               | Arcivescovo di Teheran-Ispahan | 07/12/2024 |
| Peter Ebere Okpaleke                       | 01/03/1963 | Nigeria              | Cardinale presbitero dei Santi Martiri dell'Uganda a Poggio Ameno                   | Vescovo di Ekwulobia | 27/08/2022 |
| Domenico Battaglia                         | 20/01/1963 | Italia               | Cardinale presbitero di San Marco in Agro Laurentino                                | Arcivescovo metropolita di Napoli | 07/12/2024 |
| Víctor Manuel Fernández                    | 18/07/1962 | Argentina            | Cardinale diacono dei Santi Urbano e Lorenzo a Prima Porta                          | Prefetto del Dicastero per la dottrina della fede                                                                                                | 30/09/2023 |
| Jean-Paul Vesco                            | 10/03/1962 | Francia              | Cardinale presbitero del Sacro Cuore di Gesù agonizzante a Vitinia                  | Arcivescovo metropolita di Algeri | 07/12/2024 |
| Luis José Rueda Aparicio                   | 03/03/1962 | Colombia             | Cardinale presbitero di San Luca a Via Prenestina                                   | Arcivescovo metropolita di Bogotà | 30/09/2023 |
| Soane Patita Paini Mafi                    | 19/12/1961 | Tonga                | Cardinale presbitero di Santa Paola Romana                                          | Vescovo di Tonga | 14/02/2015 |
| Anthony Poola                              | 15/11/1961 | India                | Cardinale presbitero dei Santi Protomartiri a Via Aurelia Antica                    | Arcivescovo metropolita di Hyderabad | 27/08/2022 |
| Ignace Bessi Dogbo                         | 17/08/1961 | Costa d'Avorio       | Cardinale presbitero dei Santi Mario e Compagni Martiri                             | Arcivescovo metropolita di Abidjan | 07/12/2024 |
| Jaime Spengler                             | 06/09/1960 | Brasile              | Cardinale presbitero di San Gregorio Magno alla Magliana Nuova                      | Arcivescovo metropolita di Porto Alegre | 07/12/2024 |
| Ángel Fernández Artime                     | 21/08/1960 | Spagna               | Cardinale diacono di Santa Maria Ausiliatrice in Via Tuscolana                      | Pro-prefetto del Dicastero per gli istituti di vita consacrata e le società di vita apostolica                                                   | 30/09/2023 |
| Protase Rugambwa                           | 31/05/1960 | Tanzania             | Cardinale presbitero di Santa Maria in Montesanto                                   | Arcivescovo metropolita di Tabora | 30/09/2023 |
| Fridolin Ambongo Besungu                   | 24/01/1960 | RD del Congo         | Cardinale presbitero di San Gabriele Arcangelo all'Acqua Traversa                   | Arcivescovo metropolita di Kinshasa | 05/10/2019 |
| Sérgio da Rocha                            | 21/10/1959 | Brasile              | Cardinale presbitero di Santa Croce in Via Flaminia                                 | Arcivescovo metropolita di San Salvador di Bahia                                                                                                 | 19/11/2016 |
| Stephen Chow Sau-yan                       | 07/08/1959 | Cina                 | Cardinale presbitero di San Giovanni Battista de La Salle                           | Vescovo di Hong Kong | 30/09/2023 |
| Daniel Fernando Sturla Berhouet            | 04/07/1959 | Uruguay              | Cardinale presbitero di Santa Galla                                                 | Arcivescovo metropolita di Montevideo | 14/02/2015 |
| Isaac Cleemis Thottunkal                   | 15/06/1959 | India                | Cardinale presbitero di San Gregorio VII                                            | Arcivescovo maggiore di Trivandrum dei siro-malankaresi                                                                                          | 24/11/2012 |
| Pablo Virgilio Siongco David               | 02/03/1959 | Filippine            | Cardinale presbitero della Trasfigurazione di Nostro Signore Gesù Cristo            | Vescovo di Kalookan | 07/12/2024 |
| Jean-Marc Aveline                          | 26/12/1958 | Francia              | Cardinale presbitero di Santa Maria ai Monti                                        | Arcivescovo metropolita di Marsiglia | 27/08/2022 |
| Chibly Langlois                            | 29/11/1958 | Haiti                | Cardinale presbitero di San Giacomo in Augusta                                      | Vescovo di Les Cayes | 22/02/2014 |
| Antoine Kambanda                           | 10/11/1958 | Ruanda               | Cardinale presbitero di San Sisto                                                   | Arcivescovo metropolita di Kigali | 28/11/2020 |
| Tarcisius Isao Kikuchi                     | 01/11/1958 | Giappone             | Cardinale presbitero di San Giovanni Leonardi                                       | Arcivescovo metropolita di Tokyo | 07/12/2024 |
| Ángel Sixto Rossi                          | 11/08/1958 | Argentina            | Cardinale presbitero di Santa Bernadette Soubirous                                  | Arcivescovo metropolita di Córdoba | 30/09/2023 |
| Jean-Claude Hollerich                      | 09/08/1958 | Lussemburgo          | Cardinale presbitero di San Giovanni Crisostomo a Monte Sacro Alto                  | Arcivescovo di Lussemburgo | 05/10/2019 |
| William Goh Seng Chye                      | 25/06/1957 | Singapore            | Cardinale presbitero di Santa Maria "Regina Pacis" in Ostia mare                    | Arcivescovo di Singapore | 27/08/2022 |
| Gérald Cyprien Lacroix                     | 27/07/1957 | Canada               | Cardinale presbitero di San Giuseppe all'Aurelio                                    | Arcivescovo metropolita di Québec | 22/02/2014 |
| Luis Antonio Tagle                         | 21/06/1957 | Filippine            | Cardinale vescovo di San Felice da Cantalice a Centocelle                           | Pro-prefetto della sezione per la prima evangelizzazione e le nuove Chiese particolari del Dicastero per l'evangelizzazione                      | 24/11/2012 |
| Fernando Natalio Chomalí Garib             | 10/03/1957 | Cile                 | Cardinale presbitero di San Mauro Abate                                             | Arcivescovo metropolita di Santiago del Cile | 07/12/2024 |
| Mario Grech                                | 20/02/1957 | Malta                | Cardinale diacono dei Santi Cosma e Damiano                                         | Segretario generale del Sinodo dei Vescovi | 28/11/2020 |
| John Ribat                                 | 09/02/1957 | Papua Nuova Guinea   | Cardinale presbitero di San Giovanni Battista de' Rossi                             | Arcivescovo metropolita di Port Moresby | 19/11/2016 |
| Stephen Brislin                            | 24/09/1956 | Sudafrica            | Cardinale presbitero di Santa Maria Domenica Mazzarello                             | Arcivescovo metropolita di Johannesburg | 30/09/2023 |
| Ladislav Német                             | 07/09/1956 | Serbia               | Cardinale presbitero di Santa Maria Stella Maris                                    | Arcivescovo metropolita di Belgrado | 07/12/2024 |
| Rainer Maria Woelki                        | 18/08/1956 | Germania             | Cardinale presbitero di San Giovanni Maria Vianney                                  | Arcivescovo metropolita di Colonia | 18/02/2012 |
| Luis Gerardo Cabrera Herrera               | 11/10/1955 | Ecuador              | Cardinale presbitero della Sacra Famiglia di Nazareth a Centocelle                  | Arcivescovo metropolita di Guayaquil | 07/12/2024 |
| Matteo Maria Zuppi                         | 11/10/1955 | Italia               | Cardinale presbitero di Sant'Egidio                                                 | Arcivescovo metropolita di Bologna | 05/10/2019 |
| Claudio Gugerotti                          | 07/10/1955 | Italia               | Cardinale diacono di Sant'Ambrogio della Massima                                    | Prefetto del Dicastero per le Chiese orientali                                                                                                   | 30/09/2023 |
| Robert Francis Prevost                     | 14/09/1955 | Stati Uniti          | Cardinale vescovo di Albano                                                         | Prefetto del Dicastero per i vescovi | 30/09/2023 |
| Pietro Parolin                             | 17/01/1955 | Italia               | Cardinale vescovo dei Santi Simone e Giuda Taddeo a Torre Angela                    | Cardinale segretario di Stato | 22/02/2014 |
| Désiré Tsarahazana                         | 13/06/1954 | Madagascar           | Cardinale presbitero di San Gregorio Barbarigo alle Tre Fontane                     | Arcivescovo metropolita di Toamasina | 28/06/2018 |
| Robert Walter McElroy                      | 05/02/1954 | Stati Uniti          | Cardinale presbitero di San Frumenzio ai Prati Fiscali                              | Arcivescovo metropolita di Washington | 27/08/2022 |
| Angelo De Donatis                          | 04/01/1954 | Italia               | Cardinale presbitero di San Marco                                                   | Penitenziere maggiore | 28/06/2018 |
| Reinhard Marx                              | 21/09/1953 | Germania             | Cardinale presbitero di San Corbiniano                                              | Arcivescovo metropolita di Monaco e Frisinga e coordinatore del Consiglio per l'economia                                                         | 20/11/2010 |
| Willem Jacobus Eĳk                         | 22/06/1953 | Paesi Bassi          | Cardinale presbitero di San Callisto                                                | Arcivescovo metropolita di Utrecht | 18/02/2012 |
| Filipe Neri Ferrão                         | 20/01/1953 | India                | Cardinale presbitero di Santa Maria in Via                                          | Arcivescovo metropolita di Goa e Damão | 27/08/2022 |
| Péter Erdő                                 | 25/06/1952 | Ungheria             | Cardinale presbitero di Santa Maria Nuova                                           | Arcivescovo metropolita di Esztergom-Budapest | 21/10/2003 |
| Vicente Bokalic Iglic                      | 11/06/1952 | Argentina            | Cardinale presbitero di Santa Maria Maddalena in Campo Marzio                       | Arcivescovo di Santiago del Estero | 07/12/2024 |
| Cristóbal López Romero                     | 19/05/1952 | Spagna               | Cardinale presbitero di San Leone I                                                 | Arcivescovo di Rabat | 05/10/2019 |
| Joseph William Tobin                       | 03/05/1952 | Stati Uniti          | Cardinale presbitero di Santa Maria delle Grazie a Via Trionfale                    | Arcivescovo metropolita di Newark | 19/11/2016 |
| Jose Fuerte Advincula                      | 30/03/1952 | Filippine            | Cardinale presbitero di San Vigilio                                                 | Arcivescovo metropolita di Manila | 28/11/2020 |
| Dominique Mamberti                         | 07/03/1952 | Francia              | Cardinale diacono di Santo Spirito in Sassia                                        | Prefetto del Supremo tribunale della Segnatura apostolica e Cardinale protodiacono                                                               | 14/02/2015 |
| Lazarus You Heung-sik                      | 17/11/1951 | Corea del Sud        | Cardinale diacono di Gesù Buon Pastore alla Montagnola                              | Prefetto del Dicastero per il clero | 27/08/2022 |
| Sebastian Francis                          | 11/11/1951 | Malaysia             | Cardinale presbitero di Santa Maria Causa Nostrae Laetitiae                         | Vescovo di Penang | 30/09/2023 |
| Adalberto Martínez Flores                  | 08/07/1951 | Paraguay             | Cardinale presbitero di San Giovanni a Porta Latina                                 | Arcivescovo metropolita di Asunción | 27/08/2022 |
| Leonardo Ulrich Steiner                    | 06/11/1950 | Brasile              | Cardinale presbitero di San Leonardo da Porto Maurizio ad Acilia                    | Arcivescovo metropolita di Manaus | 27/08/2022 |
| Philippe Barbarin                          | 17/10/1950 | Francia              | Cardinale presbitero della Santissima Trinità al Monte Pincio                       | Arcivescovo emerito di Lione | 21/10/2003 |
| Oscar Cantoni                              | 01/09/1950 | Italia               | Cardinale presbitero di Santa Maria "Regina Pacis" a Monte Verde                    | Vescovo di Como | 27/08/2022 |
| Ignatius Suharyo Hardjoatmodjo             | 09/07/1950 | Indonesia            | Cardinale presbitero di Spirito Santo alla Ferratella                               | Arcivescovo metropolita di Giacarta | 05/10/2019 |
| Orani João Tempesta                        | 23/06/1950 | Brasile              | Cardinale presbitero di Santa Maria Madre della Provvidenza a Monte Verde           | Arcivescovo metropolita di Rio de Janeiro | 22/02/2014 |
| Kurt Koch                                  | 15/03/1950 | Svizzera             | Cardinale presbitero pro hac vice di Nostra Signora del Sacro Cuore                 | Prefetto del Dicastero per la promozione dell'unità dei cristiani                                                                                | 20/11/2010 |
| Arthur Roche                               | 06/03/1950 | Regno Unito          | Cardinale diacono di San Saba                                                       | Prefetto del Dicastero per il culto divino e la disciplina dei sacramenti                                                                        | 27/08/2022 |
| Carlos Castillo Mattasoglio                | 28/02/1950 | Perù                 | Cardinale presbitero di Santa Maria delle Grazie a Casal Boccone                    | Arcivescovo metropolita di Lima | 07/12/2024 |
| Timothy Dolan                              | 06/02/1950 | Stati Uniti          | Cardinale presbitero di Nostra Signora di Guadalupe a Monte Mario                   | Arcivescovo metropolita di New York | 18/02/2012 |
| Kazimierz Nycz                             | 01/02/1950 | Polonia              | Cardinale presbitero dei Santi Silvestro e Martino ai Monti                         | Arcivescovo emerito di Varsavia | 20/11/2010 |
| Carlos Aguiar Retes                        | 09/01/1950 | Messico              | Cardinale presbitero dei Santi Fabiano e Venanzio a Villa Fiorelli                  | Arcivescovo metropolita di Città del Messico | 19/11/2016 |
| Arlindo Gomes Furtado                      | 15/11/1949 | Capo Verde           | Cardinale presbitero di San Timoteo                                                 | Vescovo di Santiago di Cabo Verde | 14/02/2015 |
| James Michael Harvey                       | 20/10/1949 | Stati Uniti          | Cardinale presbitero pro hac vice di San Pio V a Villa Carpegna                     | Arciprete della basilica di San Paolo fuori le mura                                                                                              | 24/11/2012 |
| Anders Arborelius                          | 24/09/1949 | Svezia               | Cardinale presbitero di Santa Maria degli Angeli                                    | Vescovo di Stoccolma | 28/06/2017 |
| Odilo Pedro Scherer                        | 21/09/1949 | Brasile              | Cardinale presbitero di Sant'Andrea al Quirinale                                    | Arcivescovo metropolita di San Paolo | 24/11/2007 |
| Francis Xavier Kriengsak Kovithavanij      | 27/06/1949 | Thailandia           | Cardinale presbitero di Santa Maria Addolorata                                      | Arcivescovo emerito di Bangkok | 14/02/2015 |
| Daniel Nicholas DiNardo                    | 23/05/1949 | Stati Uniti          | Cardinale presbitero di Sant'Eusebio                                                | Arcivescovo emerito di Galveston-Houston | 24/11/2007 |
| Josip Bozanić                              | 20/03/1949 | Croazia              | Cardinale presbitero di San Girolamo dei Croati                                     | Arcivescovo emerito di Zagabria | 21/10/2003 |
| Blase Joseph Cupich                        | 19/03/1949 | Stati Uniti          | Cardinale presbitero di San Bartolomeo all'Isola                                    | Arcivescovo metropolita di Chicago | 19/11/2016 |
| Leopoldo José Brenes Solórzano             | 07/03/1949 | Nicaragua            | Cardinale presbitero di San Gioacchino ai Prati di Castello                         | Arcivescovo metropolita di Managua | 22/02/2014 |
| Thomas Aquino Manyo Maeda                  | 03/03/1949 | Giappone             | Cardinale presbitero di Santa Pudenziana                                            | Arcivescovo metropolita di Osaka-Takamatsu | 28/06/2018 |
| José Francisco Robles Ortega               | 02/03/1949 | Messico              | Cardinale presbitero di Santa Maria della Presentazione                             | Arcivescovo metropolita di Guadalajara | 24/11/2007 |
| Charles Maung Bo                           | 29/10/1948 | Birmania             | Cardinale presbitero di Sant'Ireneo a Centocelle                                    | Arcivescovo metropolita di Yangon | 14/02/2015 |
| Peter Kodwo Appiah Turkson                 | 11/10/1948 | Ghana                | Cardinale presbitero di San Liborio                                                 | Cancelliere della Pontificia accademia delle scienze e della Pontificia accademia delle scienze sociali                                          | 21/10/2003 |
| Giuseppe Petrocchi                         | 19/08/1948 | Italia               | Cardinale presbitero di San Giovanni Battista dei Fiorentini                        | Arcivescovo emerito dell'Aquila | 28/06/2018 |
| Manuel José Macário do Nascimento Clemente | 16/07/1948 | Portogallo           | Cardinale presbitero di Sant'Antonio in Campo Marzio                                | Patriarca emerito di Lisbona | 14/02/2015 |
| Berhaneyesus Demerew Souraphiel            | 14/07/1948 | Etiopia              | Cardinale presbitero di San Romano Martire                                          | Arcieparca metropolita di Addis Abeba | 14/02/2015 |
| Juan de la Caridad García Rodríguez        | 11/07/1948 | Cuba                 | Cardinale presbitero dei Santi Aquila e Priscilla                                   | Arcivescovo metropolita di San Cristóbal de la Habana                                                                                            | 05/10/2019 |
| Louis Raphaël I Sako                       | 04/07/1948 | Iraq                 | Cardinale vescovo                                                                   | Patriarca di Baghdad dei Caldei | 28/06/2018 |
| Raymond Leo Burke                          | 30/06/1948 | Stati Uniti          | Cardinale presbitero pro hac vice di Sant'Agata dei Goti                            | Patrono emerito del Sovrano Militare Ordine di Malta                                                                                             | 20/11/2010 |
| John Atcherley Dew                         | 05/05/1948 | Nuova Zelanda        | Cardinale presbitero di Sant'Ippolito                                               | Arcivescovo emerito di Wellington | 14/02/2015 |
| Gerhard Ludwig Müller                      | 31/12/1947 | Germania             | Cardinale presbitero pro hac vice di Sant'Agnese in Agone                           | Prefetto emerito della Congregazione per la dottrina della fede                                                                                  | 22/02/2014 |
| Marcello Semeraro                          | 22/12/1947 | Italia               | Cardinale diacono di Santa Maria in Domnica                                         | Prefetto del Dicastero delle cause dei santi | 28/11/2020 |
| Wilton Daniel Gregory                      | 07/12/1947 | Stati Uniti          | Cardinale presbitero dell'Immacolata Concezione di Maria a Grottarossa              | Arcivescovo emerito di Washington | 28/11/2020 |
| Mario Aurelio Poli                         | 29/11/1947 | Argentina            | Cardinale presbitero di San Roberto Bellarmino                                      | Arcivescovo emerito di Buenos Aires | 22/02/2014 |
| Albert Malcolm Ranjith Patabendige Don     | 15/11/1947 | Sri Lanka            | Cardinale presbitero di San Lorenzo in Lucina                                       | Arcivescovo metropolita di Colombo | 20/11/2010 |
| Kevin Joseph Farrell                       | 02/09/1947 | Stati Uniti          | Cardinale diacono di San Giuliano Martire                                           | Prefetto del Dicastero per i laici, la famiglia e la vita, Camerlengo di Santa Romana Chiesa e presidente della Commissione di materie riservate | 19/11/2016 |
| Álvaro Leonel Ramazzini Imeri              | 16/07/1947 | Guatemala            | Cardinale presbitero di San Giovanni Evangelista a Spinaceto                        | Vescovo di Huehuetenango | 05/10/2019 |
| Jozef De Kesel                             | 17/06/1947 | Belgio               | Cardinale presbitero dei Santi Giovanni e Paolo                                     | Arcivescovo emerito di Malines-Bruxelles | 19/11/2016 |
| António Augusto dos Santos Marto           | 05/05/1947 | Portogallo           | Cardinale presbitero di Santa Maria sopra Minerva                                   | Vescovo emerito di Leiria-Fátima | 28/06/2018 |
| João Braz de Aviz                          | 24/04/1947 | Brasile              | Cardinale presbitero pro hac vice di Sant'Elena fuori Porta Prenestina              | Prefetto emerito del Dicastero per gli istituti di vita consacrata e le società di vita apostolica                                               | 18/02/2012 |
| Giuseppe Betori                            | 25/02/1947 | Italia               | Cardinale presbitero di San Marcello                                                | Arcivescovo emerito di Firenze | 18/02/2012 |
| Emil Paul Tscherrig                        | 03/02/1947 | Svizzera             | Cardinale diacono di San Giuseppe in Via Trionfale                                  | Nunzio apostolico emerito in Italia e nella Repubblica di San Marino                                                                             | 30/09/2023 |
| Thomas Christopher Collins                 | 16/01/1947 | Canada               | Cardinale presbitero di San Patrizio                                                | Arcivescovo emerito di Toronto | 18/02/2012 |
| Michael Czerny                             | 18/07/1946 | Canada               | Cardinale diacono di San Michele Arcangelo                                          | Prefetto del Dicastero per il servizio dello sviluppo umano integrale                                                                            | 05/10/2019 |
| Francesco Montenegro                       | 22/05/1946 | Italia               | Cardinale presbitero dei Santi Andrea e Gregorio al Monte Celio                     | Arcivescovo emerito di Agrigento | 14/02/2015 |
| Juan José Omella                           | 21/04/1946 | Spagna               | Cardinale presbitero di Santa Croce in Gerusalemme                                  | Arcivescovo metropolita di Barcellona | 28/06/2017 |
| Fernando Filoni                            | 15/04/1946 | Italia               | Cardinale vescovo di Nostra Signora di Coromoto in San Giovanni di Dio              | Gran maestro dell'Ordine equestre del Santo Sepolcro di Gerusalemme                                                                              | 18/02/2012 |
| Christophe Pierre                          | 30/01/1946 | Francia              | Cardinale diacono di San Benedetto fuori Porta San Paolo                            | Nunzio apostolico negli Stati Uniti d'America | 30/09/2023 |
| Mario Zenari                               | 05/01/1946 | Italia               | Cardinale diacono di Santa Maria delle Grazie alle Fornaci fuori Porta Cavalleggeri | Nunzio apostolico in Siria | 19/11/2016 |
| Philippe Nakellentuba Ouédraogo            | 31/12/1945 | Burkina Faso         | Cardinale presbitero di Santa Maria Consolatrice al Tiburtino                       | Arcivescovo emerito di Ouagadougou | 22/02/2014 |
| Jean-Pierre Kutwa                          | 22/12/1945 | Costa d'Avorio       | Cardinale presbitero di Santa Emerenziana a Tor Fiorenza                            | Arcivescovo emerito di Abidjan | 22/02/2014 |
| Vincent Nichols                            | 08/11/1945 | Regno Unito          | Cardinale presbitero del Santissimo Redentore e Sant'Alfonso in Via Merulana        | Arcivescovo metropolita di Westminster | 22/02/2014 |
| Vinko Puljić                               | 08/09/1945 | Bosnia ed Erzegovina | Cardinale presbitero di Santa Chiara a Vigna Clara                                  | Arcivescovo emerito di Sarajevo | 26/11/1994 |
| Timothy Radcliffe                          | 22/08/1945 | Regno Unito          | Cardinale diacono dei Santissimi Nomi di Gesù e Maria in via Lata                   | Già Maestro generale dell'Ordine dei predicatori                                                                                                 | 07/12/2024 |
| Joseph Coutts                              | 12/07/1945 | Pakistan             | Cardinale presbitero di San Bonaventura da Bagnoregio                               | Arcivescovo emerito di Karachi | 28/06/2018 |
| Stanisław Ryłko                            | 04/07/1945 | Polonia              | Cardinale presbitero pro hac vice del Sacro Cuore di Cristo Re                      | Arciprete della basilica di Santa Maria Maggiore                                                                                                 | 24/11/2007 |
| Robert Sarah                               | 15/06/1945 | Guinea               | Cardinale presbitero pro hac vice di San Giovanni Bosco in via Tuscolana            | Prefetto emerito della Congregazione per il culto divino e la disciplina dei sacramenti                                                          | 20/11/2010 |
| Carlos Osoro Sierra                        | 16/05/1945 | Spagna               | Cardinale presbitero di Santa Maria in Trastevere                                   | Arcivescovo emerito di Madrid | 19/11/2016 |

### Cardinali assenti
Il 29 aprile Matteo Bruni, direttore della Sala stampa della Santa Sede, comunicò l'assenza di due cardinali per motivi di salute.
| Nome                      | Nascita    | Paese  | Titolo                                                                      | Ruolo                           | Concistoro |
| ------------------------- | ---------- | ------ | --------------------------------------------------------------------------- | ------------------------------- | ---------- |
| John Njue                 | 01/01/1946 | Kenya  | Cardinale presbitero del Preziosissimo Sangue di Nostro Signore Gesù Cristo | Arcivescovo emerito di Nairobi  | 24/11/2007 |
| Antonio Cañizares Llovera | 15/10/1945 | Spagna | Cardinale presbitero di San Pancrazio fuori le mura                         | Arcivescovo emerito di Valencia | 24/03/2006 |

In virtù di ciò, i votanti sono scesi a 133, portando il quorum a 89.

## Il conclave

### La procedura
Come previsto dalla tradizione e dalla normativa vigente, il conclave si svolse nella Cappella Sistina, all’interno del Palazzo Apostolico vaticano. Vi parteciparono i cardinali elettori, ovvero coloro che non avevano compiuto gli 80 anni al momento dell'inizio della sede vacante. Fu previsto un corpo elettorale composto da 135 cardinali, provenienti da 71 Paesi di tutti i continenti; il conclave del 2013 aveva visto 115 cardinali elettori provenienti da 48 Paesi, mentre quello del 2005 aveva avuto 115 elettori provenienti da 52 Paesi. Per volere di papa Francesco, il conclave del 2025 ha riflettuto una maggiore rappresentatività della Chiesa universale, attribuendo rispetto ai due conclavi precedenti un maggior numero di cardinali elettori ai continenti extraeuropei.

Prima fumata nera, 7 maggio 2025

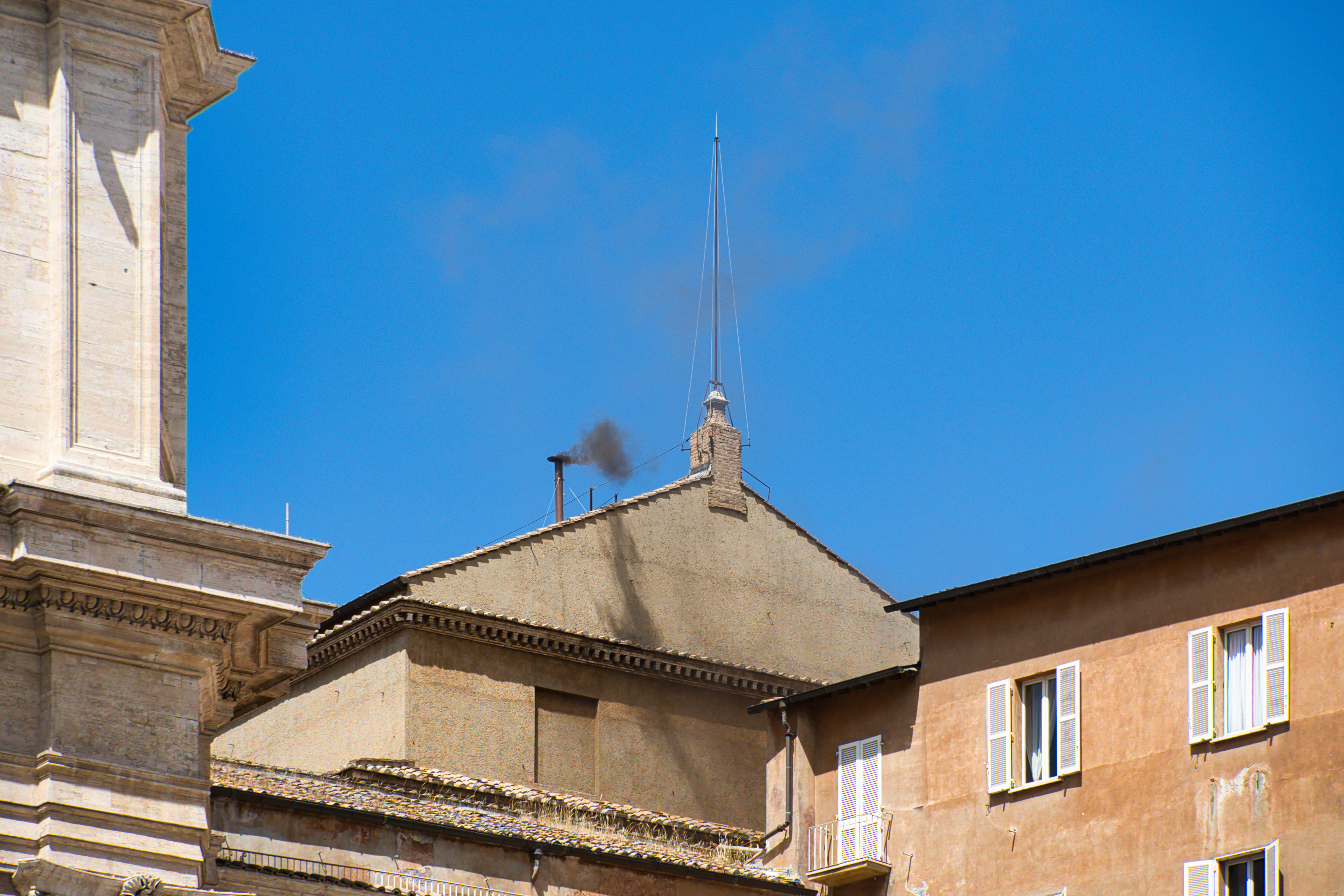
Seconda fumata nera, 8 maggio 2025

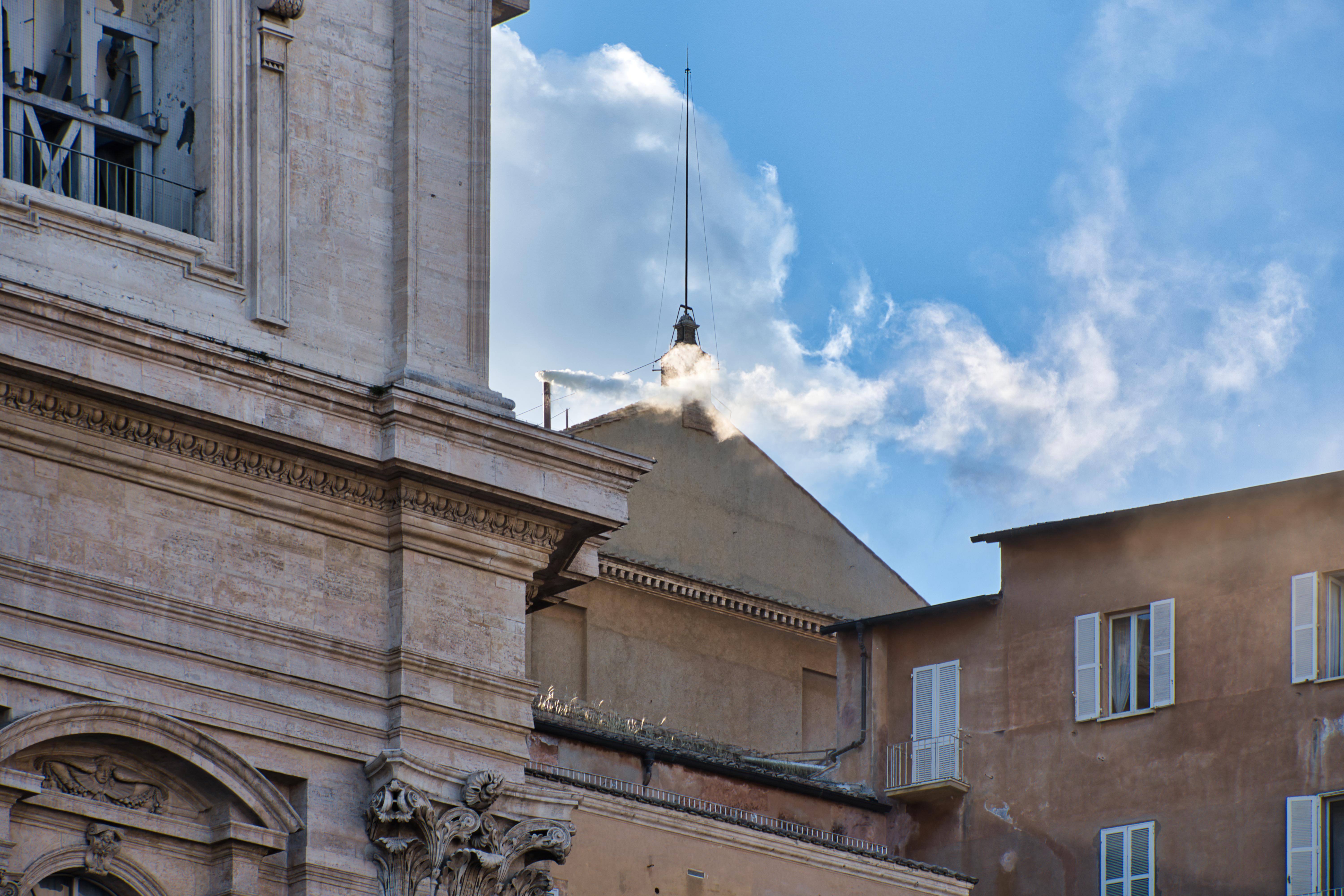
Terza fumata, questa volta bianca, 8 maggio 2025

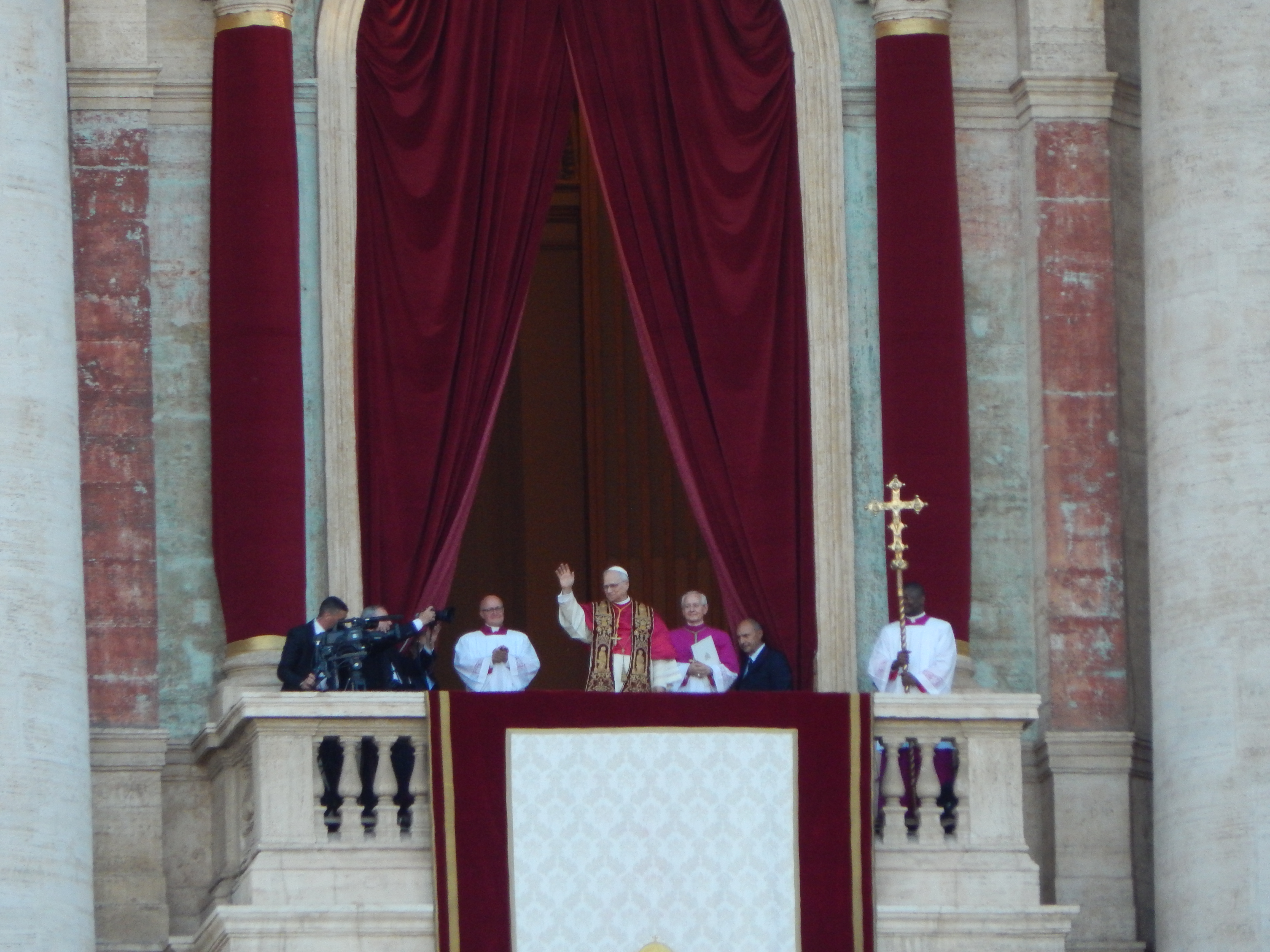
Papa Leone XIV saluta la folla in piazza San Pietro durante la presentazione, dalla loggia delle benedizioni della basilica di San Pietro in Vaticano, l'8 maggio 2025

Come nel 2013, sia il decano che il vice decano del collegio cardinalizio, in questo caso, rispettivamente, i cardinali Giovanni Battista Re e Leonardo Sandri, avendo più di 80 anni, non parteciparono al conclave. Pertanto fu il cardinale Pietro Parolin, il cardinale vescovo più anziano di nomina sotto gli 80 anni, a presiedere il processo elettorale.
Secondo la costituzione apostolica Universi Dominici Gregis del 1996 di papa Giovanni Paolo II, modificata dai motu proprio: De Aliquibus Mutationibus in normis de electione Romani Pontificis e Normas Nonnullas di papa Benedetto XVI, gli elettori hanno generalmente almeno 15 giorni di tempo dopo la vacanza della sede per riunirsi. I cardinali hanno la facoltà di anticipare l'inizio del conclave se tutti i membri sono presenti, o di posticiparlo se sussistono gravi motivi di rinvio, ma comunque non oltre 20 giorni dall'inizio della sede vacante. Il numero potenziale di elettori attivi (135, superiore al limite di 120 previsto dalla costituzione Universi Dominici Gregis) ha richiesto una deroga normativa, deliberata dalla congregazione generale dei cardinali.
I cardinali, una volta entrati in conclave, furono isolati dal mondo esterno: hanno risieduto perlopiù nella Domus Sanctae Marthae (alcuni di essi, tuttavia, dato il numero considerevolmente alto di elettori, furono alloggiati in altre strutture nei confini vaticani) e si riunirono quotidianamente per le votazioni. Lo scrutinio avvenne per mezzo di schede scritte a mano e raccolte in urna. Furono previste due votazioni al mattino e due al pomeriggio. Per l’elezione era necessaria una maggioranza qualificata dei due terzi.
Al termine di ogni sessione di voto, le schede furono bruciate con l'aggiunta di additivi fumogeni colorati: il fumo nero (fumata nera) segnalava che la votazione non aveva raggiunto il quorum dei due terzi, mentre il fumo bianco (fumata bianca) annunciava l’avvenuta elezione del nuovo pontefice.

### Gli scrutini
Alle ore 10:00 del 7 maggio, nella basilica di San Pietro, fu celebrata la Missa pro eligendo Romano Pontifice, che diede inizio ai riti del conclave. Presiedette la liturgia, concelebrata da tutti i cardinali, il decano Giovanni Battista Re. Alle ore 16:30 iniziò la processione dei porporati, che dalla cappella Paolina si recarono alla Cappella Sistina. Dopo il canto del Veni Creator Spiritus e dopo aver pronunciato il solenne giuramento di fedeltà al segreto del conclave, il maestro delle celebrazioni liturgiche pontificie Diego Ravelli pronunciò la tradizionale formula extra omnes, imponendo a tutti gli estranei di lasciare la Cappella Sistina, le cui porte si chiusero alle ore 17:45.
Dopo la meditazione di due ore tenuta dal cardinale Raniero Cantalamessa sulla necessità per i cardinali riuniti in conclave di seguire la «retta via» e di «compiere la volontà di Dio», si tenne la prima votazione. L’esito negativo fu comunicato con la fumata nera, avvenuta alle ore 21:00.
Il secondo giorno di votazioni si aprì con una nuova fumata nera alle ore 11:51, segno che nessuno dei due scrutini mattutini aveva portato all'elezione del nuovo pontefice. Dopo il quarto scrutinio, alle ore 18:07 arrivò la terza fumata, questa volta bianca, che annunciò l'elezione del nuovo pontefice.
Poco più di un'ora dopo, il cardinale protodiacono Dominique Mamberti si affacciò dalla loggia esterna dell'aula delle benedizioni sulla facciata della basilica di San Pietro e annunciò l'elezione di Robert Francis Prevost, che scelse il nome di Leone XIV.
Il nuovo papa Leone XIV si presentò ai fedeli leggendo un discorso in italiano (con un paragrafo in spagnolo), e impartì la sua prima benedizione Urbi et Orbi, concedendo un'indulgenza plenaria, come da tradizione.

## Ipotesi sulle votazioni
I favori della vigilia andavano ai cardinali Pietro Parolin e Luis Antonio Tagle. Il primo, Segretario di Stato per l’intero pontificato di papa Francesco, godeva del sostegno di una parte consistente dell’episcopato italiano ed europeo ed era ritenuto una figura di continuità con Francesco oltre che di stabilità, alla luce della sua esperienza diplomatica e della sua profonda conoscenza della Curia romana; il secondo, pro-prefetto del Dicastero per l'evangelizzazione, era apprezzato per la sua visione missionaria e la capacità di rappresentare le "periferie" della Chiesa, in particolare l’Asia. Erano considerati papabili anche i cardinali italiani Pierbattista Pizzaballa e Matteo Maria Zuppi, sul fronte africano il cardinale Fridolin Ambongo Besungu e, in posizione di rincalzo, un fronte moderato (composto principalmente dal cardinale francese Jean-Marc Aveline e dallo statunitense Robert Francis Prevost) e un altro conservatore (capeggiato da Péter Erdő e Raymond Leo Burke).
Secondo diverse ricostruzioni giornalistiche, fra cui quella di Dario D’Angelo, Parolin avrebbe tentato di imporsi sin dal primo scrutinio, con un pacchetto iniziale di circa 40 voti, nel tentativo di consolidare la sua candidatura nei turni successivi. Fin dal primo scrutinio sarebbe però partita molto forte anche la candidatura di Prevost, che avrebbe da subito concentrato su di sé il sostegno di una parte significativa del collegio cardinalizio (in particolare dei porporati nordamericani e sudamericani, nonché settori di moderati ma vicini alla linea del precedente pontificato), registrando una crescita costante e inattesa. Il cardinale sudcoreano Lazarus You Heung-sik ha affermato che nella prima votazione diversi candidati ottennero voti significativi; secondo The New York Times, che ha intervistato una dozzina di cardinali elettori, il primo scrutinio avrebbe visto emergere le candidature di Parolin, Prevost ed Erdő. Al termine del terzo scrutinio, Parolin avrebbe ottenuto 49 voti e Prevost 38.
Anselmo Del Duca ha sottolineato come la figura di Prevost – statunitense, ma con una lunga esperienza missionaria in Perù; curiale, ma non identificabile con la Curia romana; in linea con le posizioni di papa Francesco su migranti, poveri e ambiente, ma al contempo contrario ad aperture sui temi di celibato ecclesiastico, sacerdozio femminile, omosessualità e aborto – abbia favorito la convergenza di consensi tra cardinali di diversa provenienza geografica e sensibilità ecclesiale. La sua elezione sarebbe stata facilitata anche dal sostegno dell’episcopato statunitense, in particolare del cardinale Timothy Dolan, e dall’assenza di un fronte unitario tra i cardinali italiani. La candidatura di Parolin, ritenuta da alcuni troppo in continuità con papa Francesco, si sarebbe infine arrestata senza la crescita prevista, spingendo lo stesso cardinale vicentino a un passo indietro.
Il quarto scrutinio avrebbe infine portato all’elezione di Prevost. Secondo quanto riportato sia dal cardinale Désiré Tsarahazana sia dal cardinale Joseph Coutts, Prevost sarebbe stato eletto con oltre 100 voti, superando ampiamente il quorum richiesto dei due terzi. Alla fine dello scrutinio, come raccontato dal cardinale Parolin, sarebbe seguito un lungo applauso.